# Глаголиця

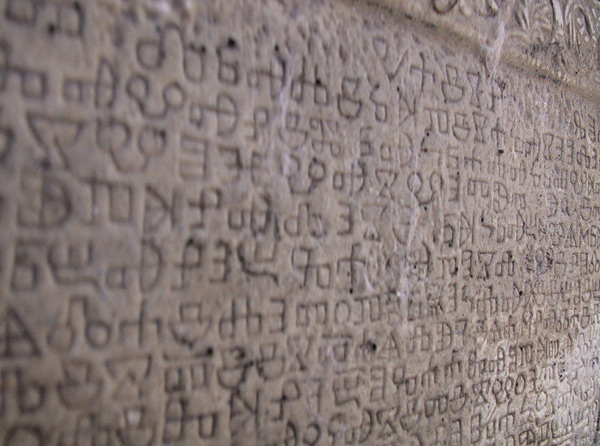
Дощечка з текстом, написаним глаголицею

Глаго́лиця (самоназва — Ⰽⱛⱃⰺⰾⰾⱁⰲⰻⱌⰰ, сучасна самоназва — Ⰳⰾⰰⰳⱁⰾⰻⱌⱔ)  — поряд з кирилицею, одна з найдавніших слов'янських абеток. Вважається, що саме глаголицю створив св. Костянтин (Кирило) Філософ в 862–863 році для запису священних біблійних текстів слов'янською мовою, а кирилицю розробили його послідовники на основі грецького алфавіту, додавши для передачі звуків, відсутніх у грецькій мові, літери, запозичені з глаголиці.
Зазвичай говорять про два види глаголиці: стародавнішу «круглу» (хорв. Obla glagoljica), також відому як болгарська, і пізнішу «ламану», хорватську (хорв. Uglata glagoljica), яка обмежено використовується в богослужінні дотепер. Алфавіт останньої поступово скоротився до 30 символів.
Налічуються також десятки тисяч рукописів, документів, книг, написаних курсивною глаголицею. Найбільша робота має 22 томи. Використовувалася для скорого письма та укладання важливих документів і торгових угод.
Як алфавіт глаголиця була відома в Україні, в XVII столітті її подав у своїй граматиці Іван Ужевич. Різновид глаголиці в Україні використовували (наприклад, Памво Беринда) як тайнопис. Наприкінці X століття у Болгарії, а згодом і в інших слов'янських землях — Македонії, Сербії, Київській Русі — глаголицю почала витісняти кирилиця, а в Чехії, Моравії, Словаччині, Словенії та частково у Хорватії — латиниця.

## Гіпотези виникнення глаголиці
Глаголиця була створена майже в той же час, що й кирилиця. Найімовірніше, що в її основі лежав вже наявний розподіл слов'янської мови на звуки. Можливими причинами створення глаголиці, або правильніше двох, а не одної абетки, було існування двох чи кількох докирилівських слов'янських абеток. У всякому разі про існування докирилівських письмен йдеться в VIII главі «Паннонського життя» Кирила: до створення кирилівської абетки слов'яни використовували для письма «риски і різи». Крім того, Кирило ще до створення азбуки знаходив слов'янські книги і чоловіка, «глаголющого тою бесідою», який і навчив його читати ті книги. Найімовірніше, що ці книги були написані на основі грецького алфавіту, пристосованого до слов'янської мови і, можливо, доповненого новими літерами, необхідними для передачі звуків мови. Кирило ж переробив цей матеріал, створив азбуку (кирилицю), переклав низку книг і активно сприяв просвітництву.
Іншою можливою причиною створення іншої азбуки — глаголиці — було переслідування німецько-католицькими монахами слов'янських книг, оскільки вони були написані літерами, подібними на грецькі, тобто візантійським письмом. Боротьба між західною і східною церквами часто набувала жорстких форм. Метою захистити слов'янські книги і могло бути створення глаголиці — азбуки, яка дуже відрізнялася від кирилівської і не була подібна на грецьку. Втім, більша зручність кирилиці дала їй змогу згодом витіснити глаголицю.
Згідно з гіпотезою І. Я. Гануша, яка нині користується суттєвою підтримкою, Кирило та Мефодій створили не кирилицю, а саме глаголицю, що видно з її розповсюдження у Моравії, території, де вони почали проповідувати; надалі глаголиця розповсюдилася на західних та південних слов'янських землях. Прихильники цієї теорії пов'язують створення кирилиці з ім'ям їхнього учня Климента Охридського, про що є пряма згадка у його Житті.

## Характеристика
Графіка деяких символів глаголиці виглядає незручною для постійного вжитку, тому припускають, що вона була розроблена за короткий проміжок часу і не пройшла «шліфування» часом. Спрощення форм не відбулося в такому обсязі, як, наприклад, у грецькій абетці.
Глаголиця має чотири літери, що позначають звук [і]: Ⰹ, Ⰺ, Ⰻ, Ⱛ. Кирилиця має три: И, І, Ѵ. Відповідними сучасній кириличній «і» є два варіанти:

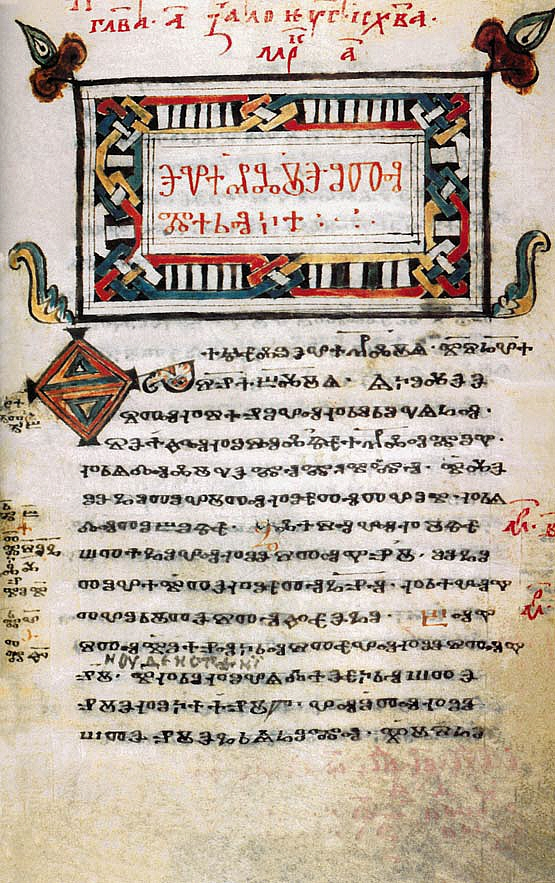
Сторінка Євангелія від Марка з Зоґрафського Євангелія, старослов'янського глаголичного рукопису.

звичайний (Ⰹ) і особливий (Ⰺ) для позиції на початку слова, щоб у текстах, які на той час не мали пробілів, не було плутанини між прикінцевим «ъ» Ⱏ (Ѥръ) і початковою «і» Ⰹ в наступному слові з літерою «ы», яка позначалася як ⰟⰉ.
Так само як давніша кирилиця, глаголиця не має літери для звуку [у]. Власне Ⱆ є лігатурою двох літер: Ⱁ та Ⱛ.
Глаголиця не містить питомо грецьких «ксі» (Ѯ) та «псі» (Ѱ), на відміну від кирилиці.
Глаголична пунктуація подібна на кириличну, оскільки розвивалися вони пліч-о-пліч. І наголоси, і титла, зокрема скорочення (як от ⰱ҃҃ — «бог»), цілком припустимі.
Концепція глаголиці передбачала пари твердих і м'яких звуків [г] і [х]: [г] твердий — Ⰳ, [г] м'який — Ⰼ, [х] твердий — Ⱒ, [х] м'який — Ⱈ.
Запис чисел не збігається з кириличною системою (скопійованою з грецької). Глаголиця використовує наскрізну нумерацію літер за зростанням, що не дає змоги записувати числа більші від 5999. Числа в тексті виділяють крапками та/або титлом і пропуском порядків, рівних нулю, через відсутність його позначення. Наприклад: 1980 = · ⰝⰜⰑ ·. Літера Ⰹ ніколи не використовувалася як цифра, а тільки її варіант Ⰺ. Так як і кирилицею числа від 11 до 19 пишуться з перестановкою розряду: 11 = ⰀⰊ·, а не ⰊⰀ·.

## Глаголиці
| Символ в Unicode | Малюнок                | Церковнослов'янська назва | Звук       | Числове значення | Припущення щодо походження                                                    | Відповідники в кириличних абетках |
| ---------------- | ---------------------- | ------------------------- | ---------- | ---------------- | ----------------------------------------------------------------------------- | --------------------------------- |
| Ⰰ                | Аз                     | Азъ                       | /ɑ/        | 1                | Символ хреста або гебрейська א                                                | A                                 |
| Ⰱ                | Буки                   | Боукы                     | /b/        | 2                | перевернута гебрейська ב                                                      | Б                                 |
| Ⰲ                | Віди                   | Вѣдѣ                      | /ʋ/        | 3                | Можливо, з латинської V                                                       | В                                 |
| Ⰳ                | Глаголь                | Глаголи                   | /ɡ/        | 4                | Грецька Γ γ або гебрейська ג                                                  | Г                                 |
| Ⰴ                | Добро                  | Добро                     | /d/        | 5                | Грецька Δ δ або гебрейська ד                                                  | Д                                 |
| Ⰵ                | Єсть                   | Ѥсть                      | /ɛ/        | 6                | Можливо, самаритянська /ге/                                                   | Е; Є; Э                           |
| Ⰶ                | Живете                 | Живѣте                    | /ʒ/        | 7                | Можливо, коптська Ϫϫ («жанжа»)                                                | Ж                                 |
| Ⰷ                | Зело                   | Ѕѣло                      | /dz/       | 8                | Можливо, Ϛ ϛ                                                                  | Ѕ                                 |
| Ⰸ                | Земля                  | Землѧ                     | /z/        | 9                | Варіант Θ θ                                                                   | З                                 |
| Ⰹ, Ⰺ             | ,                      | Ижеи                      | /i/, /j/   | 10               | Грецька Ι ι з дієрезою або гебрейська י                                       | І; Й                              |
| Ⰻ                | I                      | И десѧтичноѥ              | /i/, /j/   | 20               | Можливо, комбінація християнських символів кола і трикутника                  | И                                 |
| Ⰼ                | Дерв                   | Гъерв                     | [dʑ]       | 30               | Невідомо                                                                      | Ћ; Ђ, Ѓ, Ґ                        |
| Ⰽ                | Како                   | Како                      | /k/        | 40               | Гебрейська ק                                                                  | К                                 |
| Ⰾ                | Люди                   | Людиѣ                     | /l/, /ʎ/   | 50               | Грецька Λ λ                                                                   | Л; Љ                              |
| Ⰿ                | Мисліте                | Мыслите                   | /m/        | 60               | Грецька Μ μ                                                                   | М                                 |
| Ⱀ                | Наш                    | Нашь                      | /n/, /ɲ/   | 70               | лігатура гебрейської נן                                                       | Н; Њ                              |
| Ⱁ                | Он                     | Онъ                       | /ɔ/        | 80               | гебрейська ו                                                                  | О                                 |
| Ⱂ                | Покой                  | Покои                     | /p/        | 90               | Грецька Π π або дзеркальна гебрейська פ                                       | П                                 |
| Ⱃ                | Рци                    | Рци                       | /r/        | 100              | Грецька Ρ ρ                                                                   | Р                                 |
| Ⱄ                | Слово                  | Слово                     | /s/        | 200              | Можливо, комбінація християнських символів кола і трикутника                  | С                                 |
| Ⱅ                | Твердо                 | Твердо                    | /t/        | 300              | Грецька Τ τ                                                                   | Т                                 |
| Ⱆ                | Ук                     | Оук                       | /u/        | 400              | Лігатура з Ⱁ і Ⱛ                                                              | У                                 |
| Ⱇ                | Ферт                   | Ферть                     | /f/        | 500              | Грецька Φ φ                                                                   | Ф                                 |
| Ⱈ                | Хір                    | Хѣръ                      | /х/        | 600              | Можливо, поєднання латинських g і h                                           | Х                                 |
| Ⱉ                | От                     | От, Омега                 | /ɔ/        | 700              | Лігатура Ⱁ зі своїм оберненим зображенням                                     | Ѡ                                 |
| Ⱌ                | Ци                     | Ци                        | /ts/       | 900              | Гебрейська ץ (прикінцева форма)                                               | Ц                                 |
| Ⱍ                | Черв                   | Червь                     | /ʧ/        | 1000             | Гебрейська צ (початкова і середня форма)                                      | Ч; Џ                              |
| Ⱎ                | Ша                     | Ша                        | /ʃ/        | —                | Гебрейська літера ש                                                           | Ш                                 |
| Ⱋ                | Шта                    | Шта                       | /ʃt/       | 800              | Лігатура з Ⱎ і Ⱍ (або з Ⱅ, що менш ймовірно) або гебрейська שׂ                 | Щ                                 |
| Ⱏ                | Єр                     | Ѥръ                       | /ɯ/        | —                | Можливо, модифікована Ⱁ                                                       | Ъ                                 |
| ⰟⰊ               | Єри                    | Ѥры                       | /ɨ/        | —                |                                                                               | Ы                                 |
| Ⱐ                | Єрь                    | Ѥрь                       | /ɘ/        | —                | Можливо, модифікована Ⱁ                                                       | Ь                                 |
| Ⱑ                | Ять                    | Ѩть                       | /æ/, /jɑ/  | —                | Можливо, лігатура грецьких E+I                                                | Ѣ; Ї                              |
| Ⱖ                | Йо (ё)                 | Ѥ                         | /jɛ/, /jo/ | —                |                                                                               | Ѥ                                 |
| Ⱓ                | Ю                      | Ю                         | /ju/       | —                | виглядає та звучить як гебрейська лігатура יו                                 | Ю                                 |
| Ⱔ                | Ensu (small jousu)     | Малий юс                  | /ɛ̃/        | —                |                                                                               | Ѧ, Я                              |
| Ⱗ                | Jensu (small jousu)    | Малий йотований юс        | /jɛ̃/       | —                |                                                                               | Ѩ                                 |
| Ⱘ                | Onsu (big jousu)       | Великий юс                | /ɔ̃/        | —                |                                                                               | Ѫ                                 |
| Ⱙ                | Jonsu (big jousu)      | Великий йотований юс      | /jɔ̃/       | —                |                                                                               | Ѭ                                 |
| Ⱚ                | Фіта                   | Фита                      | /θ/        | —                | Грецька Θ θ                                                                   | Ѳ                                 |
| Ⱛ                | Іжиця                  | Ижиця                     | /ʏ/, /i/   |                  |                                                                               | Ѵ                                 |
| Ⱝ                | Трикутна а             | Трикутна а                | /ɑ/        | —                |                                                                               |                                   |
| Ⱕ                | Ѧ (малий юс) з хвостом | Малий юс з хвостом        | /ɛ̃/        | —                |                                                                               |                                   |
| Ⱒ                | Павукоподібна ха       | Павукоподібна ха          | /x/        | —                |                                                                               |                                   |
| Ⱊ                | Пѣ                     | Пѣ                        | /p/        | —                | Відома з абецедаріїв, достеменний вигляд не встановлено. Можливо, грецька Ψ ψ |                                   |
| Ⱞ                | Латиноподібне мисліте  | [ЛатиноподобныѨ] Мыслите  | /m/        | —                |                                                                               |                                   |
| Ⱜ                | Єрь (штапік)           | Ѥрь-штапикъ               | /ə/        | —                |                                                                               |                                   |

Щоб побачити букви глаголиці, необхідно встановити шрифт з підтримкою глаголиці.

### Ⰿⱁⰾⰻⱅⰲⰰ Ⰳⱁⱄⱂⱁⰴⱀⱑ
Ⱁⱅⱍⰵ ⱀⰰⱎⱜ ⰻⰶⰵ ⰵⱄⰻ ⱀⰰⱀⰵⰱⰵⱄⰵⱈⱜ : ⱄⰲⰵⱅⰻⱄⰵ ⰻⰿⰵ
ⱅⰲⱁⰵ. ⱂⱃⰻⰴⰻ ⱌⰰⱃⱄⱅⰲⱁⰵ ⱅⰲⱁⰵ : ⰱⱁⰴⰻ ⰲⱁⰾⱑ ⱅⰲⱁⱑ
ⱑⰽⱁ ⱀⰰⱀⰵⰱⰻ ⰻ ⱀⰰⰸⰵⰿⰾⰻ. ⱈⰾⰵⰱⱜ ⱀⰰⱎⱜ ⱀⰰⱄⱆⱋⱀⰼⰻ ⰴⰰⰼ
ⱀⰰⰿⱜ ⰴⱀⰵⱄⱜ ⰻⱁⱅⱂⱆⱄⱅⰻ ⱀⰰⰿⱜ ⱂⱃⱁⰲⰻⱃⰻ ⱀⰰⱎⰰ ⱑⰽⱁⰶⰵ ⰻⰿⰻ
ⱁⰴⱂⱆⱄⰽⰰⰵⰿⱜ ⰲⰻⱀⱆⰲⰰⰴⱌⱑⰿⱜ ⱀⰰⱎⰻⰿⱜ,
ⰻ ⱀⰵⰲⱁⰲⰵⰴⰻ ⱀⰰⱄⱜ ⰲⱜ ⱄⱂⱁⰽⱆⱄⱆ, ⰰⰾⰵ ⰲⰻⰸⰲⰰⰾⰻ
ⱀⰰⱄⱜ ⱁⱅⰾⱆⰽⰰⰲⰰⰳ. ⱑⰽⱁ ⱅⰲⱁⰵ ⰵⱄⱅ ⱌⰰⱃⱄⱅⰲⱁⰵ ⱄⰻⰾⰰ
ⰻ,ⱄⰾⰰⰲⰰ ⱁⱅⱌⱑ ⰻ,ⱄⰻⱀⰰ ⰻ,ⱄⰲⱑⱅⰰⰳⱁ ⰴⱆⱈⰰ, ⱀⰻⱀⰵ ⰻ,
ⱂⱃⰻⱄⱀⱁ ⰻ,ⰲⱁⰲⰵⰽⰻ ⰲⰵⰽⱁⰿⱜ ⰀⰏⰋⰐⰬ

### Хорватська глаголиця
На території Далмації (частина сучасної Хорватії) у IX ст. глаголицю впроваджували учні Кирила й Методія, поширюючи там писемність хорватським ізводом старослов'янскої мови. Відоме використання глаголиці й у світських текстах. Уперше про це письмо згадують документи Сплітського собору 925 року. Він, разом з наступними соборами, намагався обмежити і навіть заборонити літературу та служби слов'янською мовою, проте глаголисти все ж нарешті добилися прав на богослужіння за глаголичним обрядом. Глаголичний обряд, поширений у певних місцевостях Хорватії (уздовж узбережжя і на островах), побутував до 1960-х років, коли церковнослов'янська мова богослужіння була змінена на хорватську — через постанову Другого Ватиканського собору, що дозволив служби рідними мовами.

## Зображення тексту, написаного глаголицею

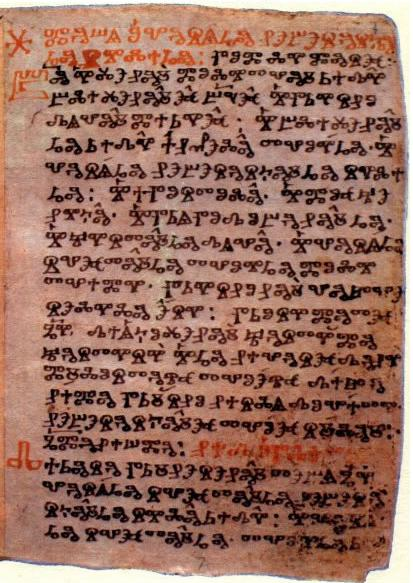
Давній глаголичний рукопис початку X століття. Сторінка з київських глаголичних листків
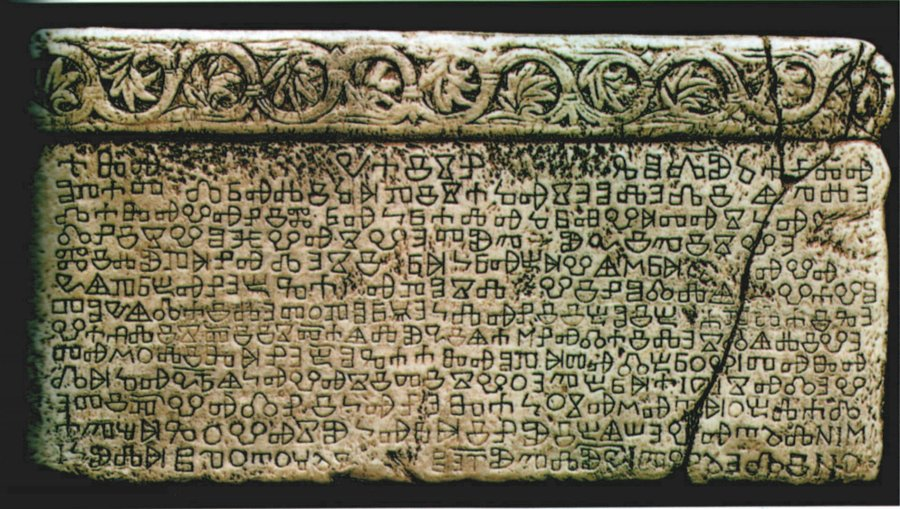
Надпис глаголицею на Башчанській плиті
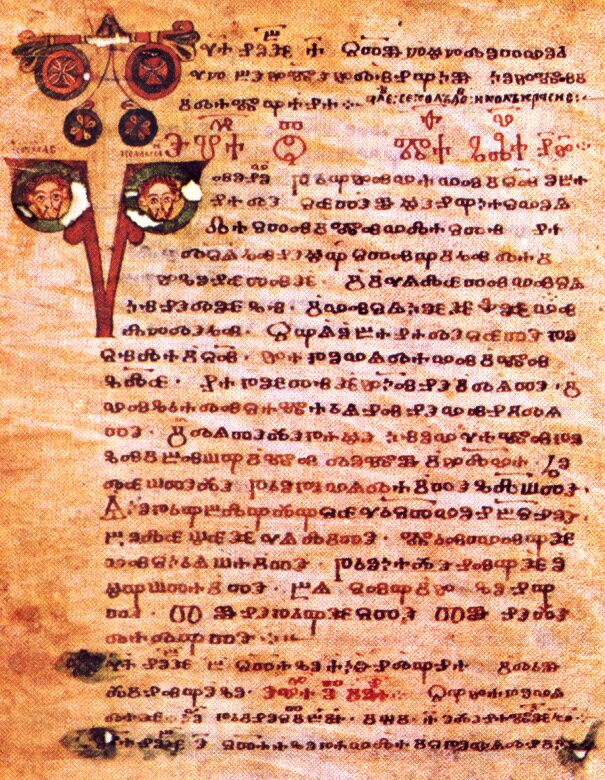
Глаголичне Ассеманієве Євангеліє
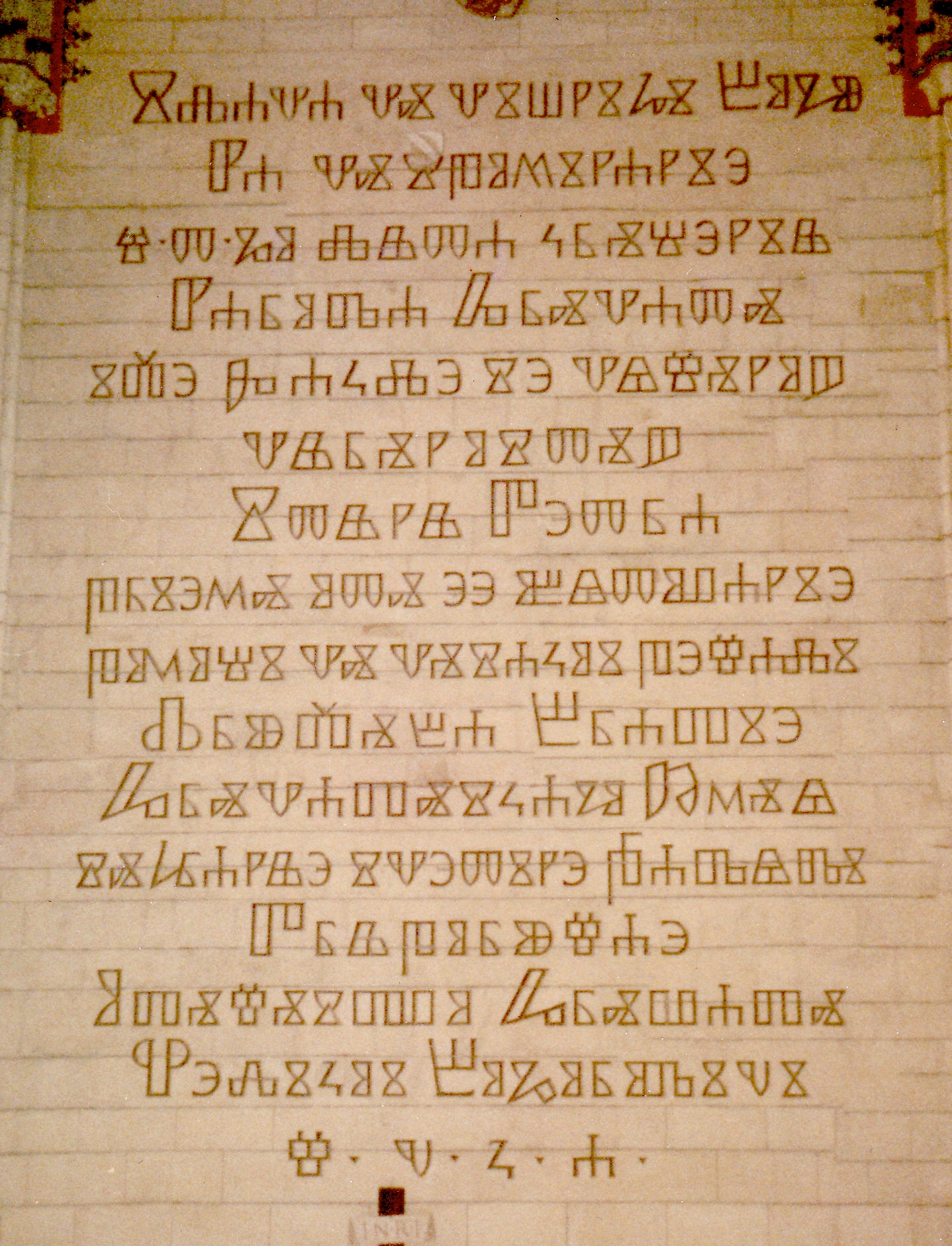
Надпис глаголицею в катедральному соборі Загреба
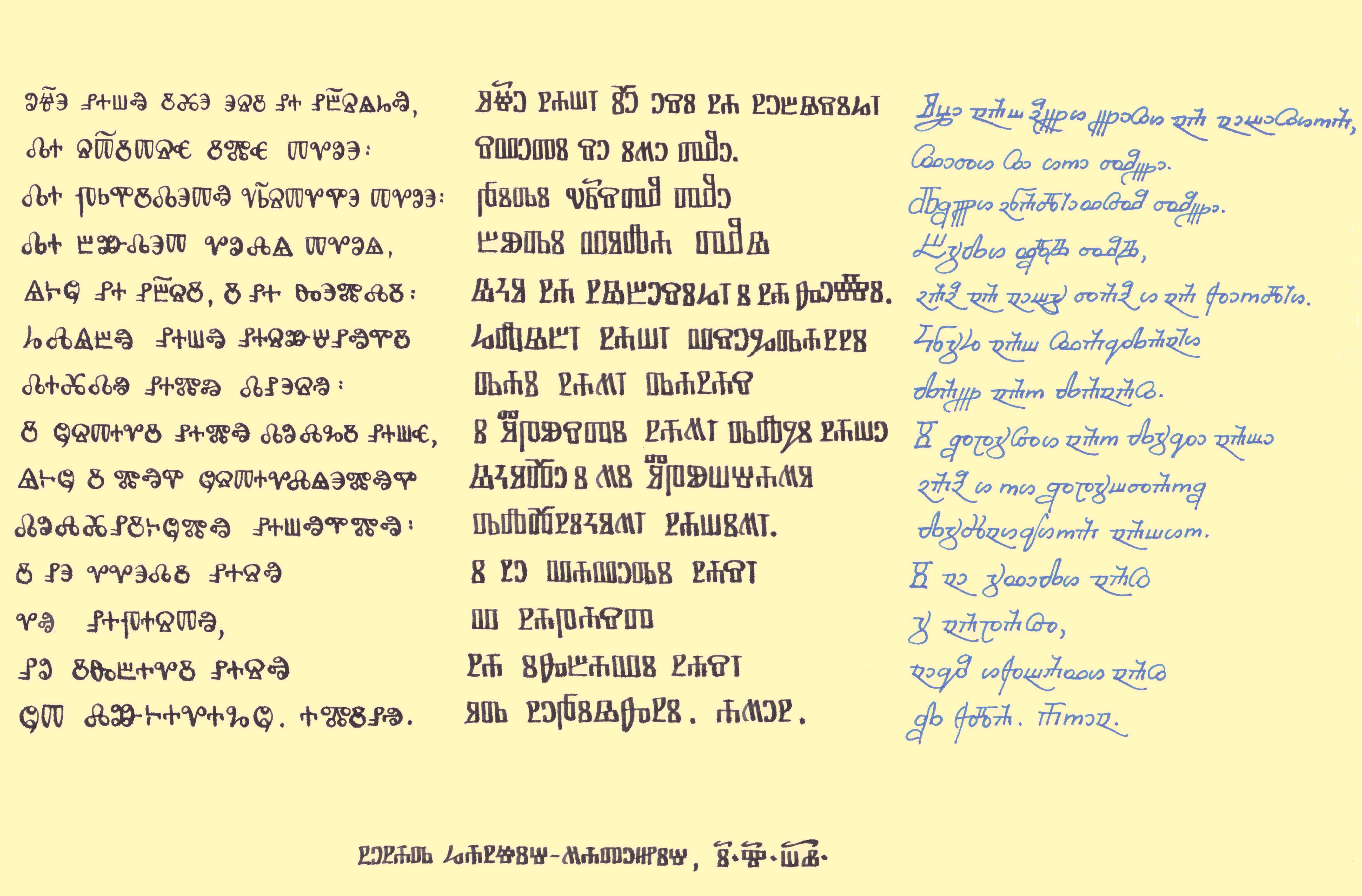
Молитва «Отче наш». Праворуч — курсивна глаголиця.
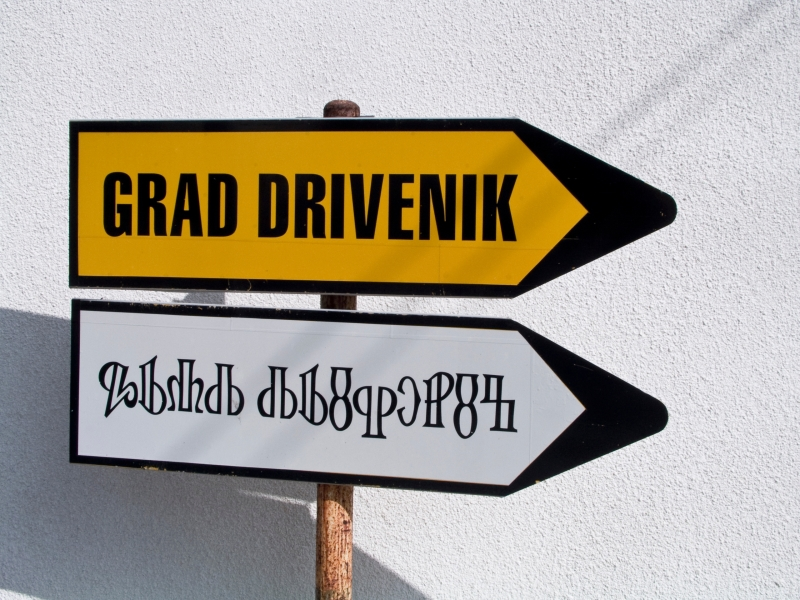
Дороговказ в Дрівеніку, Хорватія
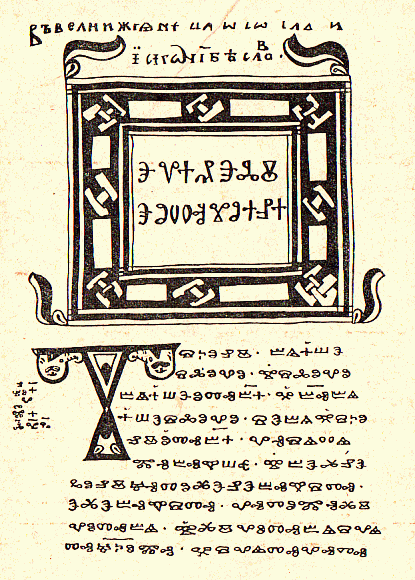
Зоґрафське Євангеліє
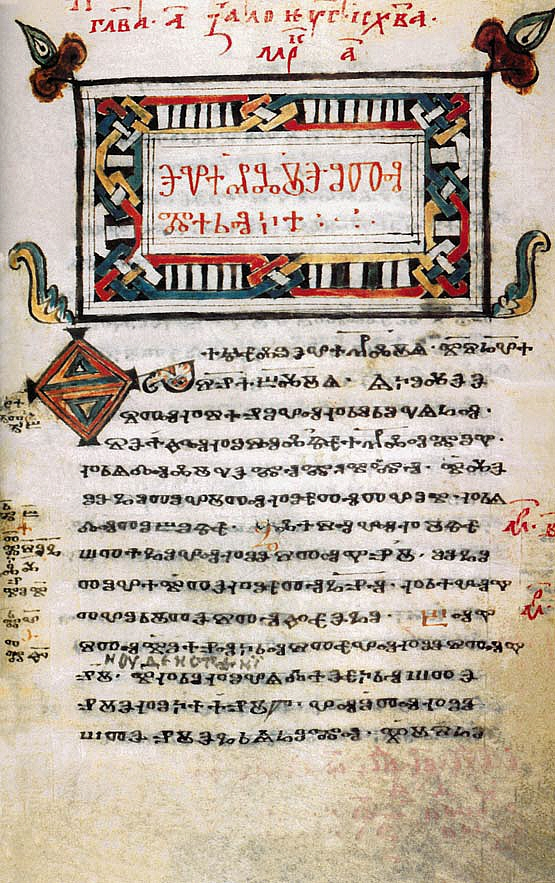
Зоґрафське Євангеліє
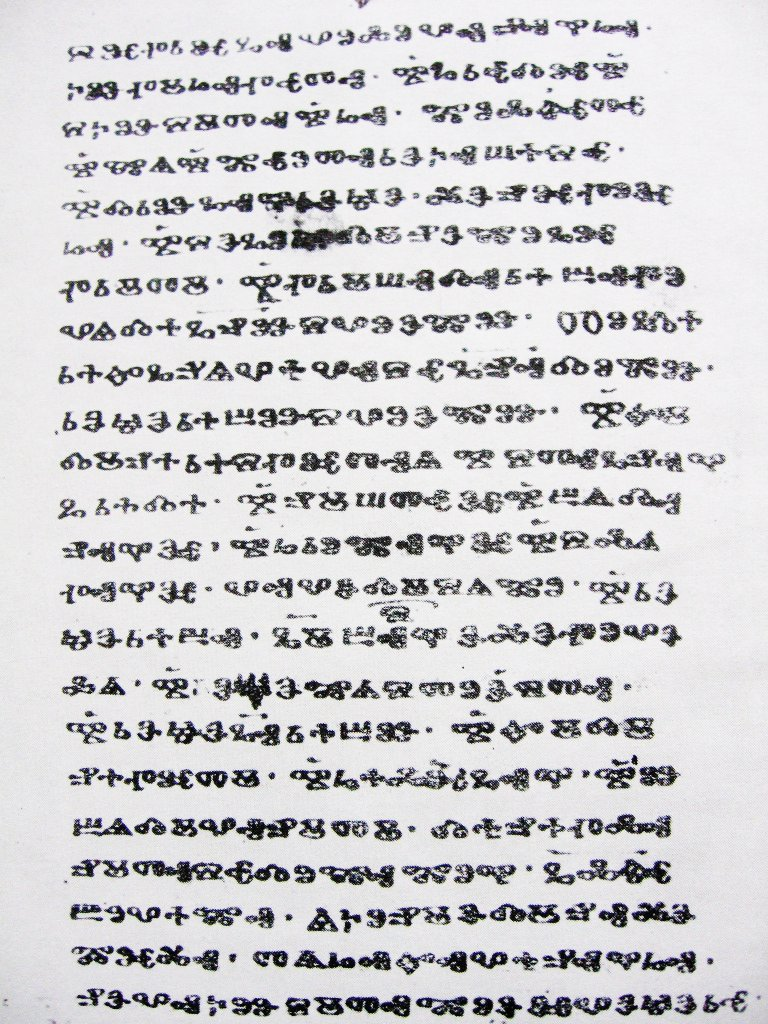
Зоґрафське Євангеліє

## Глаголиця в UNICODE
В Юнікоді розміщено два окремих блоки з глаголицею: основний (у діяпазоні U+2C00 — U+2C5F, 96 символів) та допоміжний (у діяпазоні U+1E000 — U+1E02F, 38 символів). До блоків було включено і рідкісні літери, як-от:
Ⱞ — графічний варіянт М, окремою літерою не вважається;
Ⱊ — трапляється в деяких в рукописних абетках, її звучання достеменно не з'ясоване, зазвичай називається «пе»;
Ⱜ — хорватський варіянт кириличного «ъ», спрощений для заощадження місця (через потребу за старих правописів ставити «ъ» в кінці кожного слова, що закінчується на приголосну), зазвичай називається «паличкою» — «Ѥрь-штапикъ»;
Ⱒ — трапляється лише у двох джерелах: у Синайському псалтирі 3 рази та в Євангелії Ассемані 1 раз, у всіх випадках передаючи першу літеру в слові «хлъмъ», імовірно звучаючи твердим звуком [х];
Ⱝ — хорватське «трикутне А», трапляється кілька разів у найдавніших текстах, звучання літери достеменно не з'ясоване (припускають, що це подовжений або йотований звук [а]).
|      |  | 0 | 1 | 2 | 3 | 4 | 5 | 6 | 7 | 8 | 9 | A | B | C | D | E | F |
| 2C00 |  | Ⰰ | Ⰱ | Ⰲ | Ⰳ | Ⰴ | Ⰵ | Ⰶ | Ⰷ | Ⰸ | Ⰹ | Ⰺ | Ⰻ | Ⰼ | Ⰽ | Ⰾ | Ⰿ |
| 2C10 |  | Ⱀ | Ⱁ | Ⱂ | Ⱃ | Ⱄ | Ⱅ | Ⱆ | Ⱇ | Ⱈ | Ⱉ | Ⱊ | Ⱋ | Ⱌ | Ⱍ | Ⱎ | Ⱏ |
| 2C20 |  | Ⱐ | Ⱑ | Ⱒ | Ⱓ | Ⱔ | Ⱕ | Ⱖ | Ⱗ | Ⱘ | Ⱙ | Ⱚ | Ⱛ | Ⱜ | Ⱝ | Ⱞ |   |
| 2C30 |  | ⰰ | ⰱ | ⰲ | ⰳ | ⰴ | ⰵ | ⰶ | ⰷ | ⰸ | ⰹ | ⰺ | ⰻ | ⰼ | ⰽ | ⰾ | ⰿ |
| 2C40 |  | ⱀ | ⱁ | ⱂ | ⱃ | ⱄ | ⱅ | ⱆ | ⱇ | ⱈ | ⱉ | ⱊ | ⱋ | ⱌ | ⱍ | ⱎ | ⱏ |
| 2C50 |  | ⱐ | ⱑ | ⱒ | ⱓ | ⱔ | ⱕ | ⱖ | ⱗ | ⱘ | ⱙ | ⱚ | ⱛ | ⱜ | ⱝ | ⱞ |   |

Запис глаголицею частини вірша Шевченка:
```
Реве та стогне Дніпр широкий, Сердитий вітер завива, Додолу верби гне високі, Горами хвилю підійма.
Ⱃⰵⰲⰵ ⱅⰰ ⱄⱅⱁⰳⱀⰵ Ⰴⱀⰹⱂⱃ ⱎⰻⱃⱁⰽⰻⰺ, Ⱄⰵⱃⰴⰻⱅⰻⰺ ⰲⰹⱅⰵⱃ ⰸⰰⰲⰻⰲⰰ, Ⰴⱁⰴⱁⰾⱆ ⰲⰵⱃⰱⰻ ⰳⱀⰵ ⰲⰻⱄⱁⰽⰹ, Ⰳⱁⱃⰰⰿⰻ ⱈⰲⰻⰾⱓ ⱂⰹⰴⰹⰺⰿⰰ.
[
4
]
```

## Цікаві факти

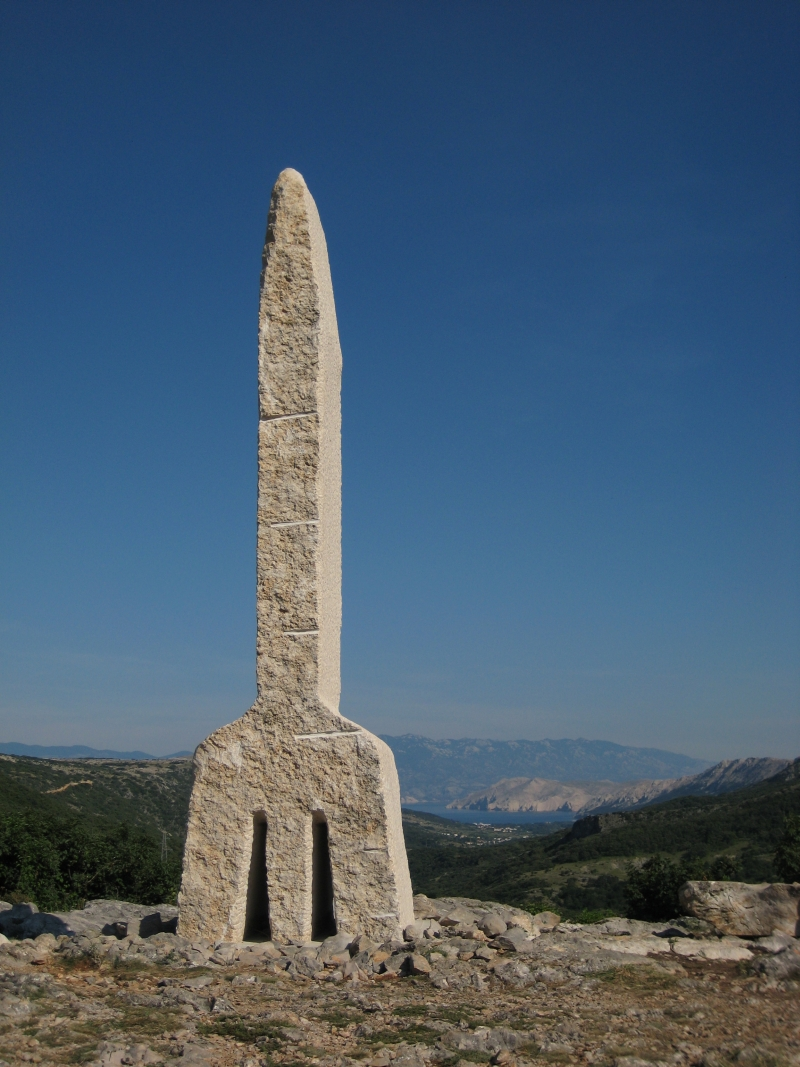
Пам'ятник глаголиці (стилізована літера «Аз»). Башчанська долина, острів Крк, Хорватія

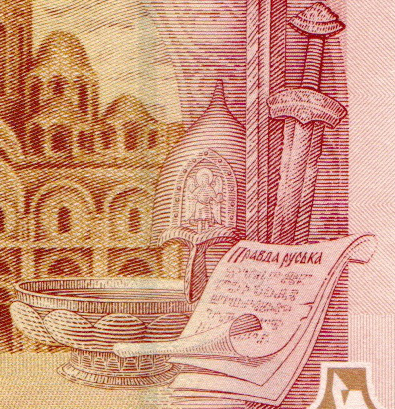
Текст глаголицею на банкноті номіналом у 2 гривні

- В Істрії від міста Роча, батьківщини першого хорватського друкаря Юрія Жакона, до Хума — найменшого міста у світі, веде семикілометрова «Алея глаголиці» — дорога, обабіч якої стоять пам'ятники, присвячені найдавнішій слов'янській абетці.
- На острові Крк у Хорватії споруджено пам'ятник у вигляді стилізованої літери «Аз».
- Наразі глаголиця використовується в міжслов'янській мові.
- з 1 грудня 2004 року в обіг введено двогривневі банкноти, які на реверсі під заголовком «Правда руська» мають текст глаголицею.[8]
- Літери глаголиці використані у Старослов'янській Вікіпедії для слова «Вікіпедія» на її головній сторінці та на її логотипі.
- У фантазійному світі, описаному у циклі романів «Відьмак», глаголиця використовується як графічна система[9], виконуючи у такий спосіб роль рун у світі Дж. Р. Р. Толкіна.
- Напис глаголицею з'являється також в одній з серій аніме, знятого за мотивами романів Log Horizon.[10].